# Група армии „Макензен“
Група армии „Макензен“ (на немски: Heeresgruppe Mackensen) е военно формирование от немската армия под ръководството на фелдмаршал Аугуст фон Макензен, което има за район на действие територията на Кралство Сърбия между 18 септември 1915 година и 11 октомври 1916 година по време на Първата световна война. На 11 октомври 1916 година е преименувана на Група армии „Белов“ (Below) по името на новия ѝ командир генерал Ото фон Белов, а на 23 април 1917 година на Група армии „Шолц“ (Scholtz) на името на генерал Фридрих фон Шолц.

## История
Групата армии е съставена през септември 1915 година при подготовката за нахлуването в Кралство Сърбия. Настъплението започва на 7 октомври и до януари 1916 година цяла Сърбия, Черна гора и голяма част от Албания попадат под управлението на Централните сили. След това фронтът се стабилизира по границата с Кралство Гърция, т. нар. Македонски фронт.

### Състав през октомври 1915 година
- Единадесета армия (Макс фон Галвиц)
- Първа армия (Климент Бояджиев)
- Трета армия (Херман Кьовес фон Кьовесхаза)

Българската Втора армия под ръководството на генерал Георги Тодоров също участва в нападението, но остава под директното командване на Щаба на действащата армия.

## 1916–1918
На 30 юли 1916 година фелдмаршал Аугуст фон Макензен напуска Македония, за да участва в Румънската кампания, след което за кратко военното формирование е ръководено от Българското висше командване. На 11 октомври 1916 година генерал Ото фон Белов поема ръководството, а на 23 април 1917 година е заменен от генерал Фридрих фон Шолц
- Единадесета армия (Арнолд фон Винклер, наследен от Куно фон Щойбен)
- Първа армия (Климент Бояджиев, наследен от Димитър Гешов и после от Стефан Нерезов)

За кратко между декември 1916 и май 1917 година към тях се присъединява  XX корпус на Абдулкерим паша.
На запад от тази група армии действа самостоятелно  Група армии „Албания“ на Карл фон Пфланцер-Балтин.